# كاظم الرشتي
السيد كاظم بن القاسم بن أحمد بن حبيب الحسيني الرشتي (1793-1843). رجل دين وفقيه شيعي يُعد ثاني أبرز رجل دين في المدرسة الشيخية،(1) حيث تسلم قيادتها بعد وفاة أستاذه أحمد بن زين الدين الأحسائي الذي أسس هذه المدرسة ووضع قواعدها الفكرية. يُعرف الرشتي في بعض الأوساط الشيعية - خصوصاً أتباع المدرسة الشيخية - بلقب السيد الأمجد.
لكاظم الرشتي أهمية كبيرة بالنسبة لأتباع الحركة البابية التي مهدت لظهور الديانة البهائية. حيث يُنقل عنه أنه كان يواصل التبشير بقرب ظهور الإمام المهدي،(2) كما أوصاه به أستاذه الأحسائي، وقد ظهر ذلك على يد علي بن محمد رضا الشيرازي الذي يسمى بالباب، ولكن كثيراً من الشيعة والشيخية قد كذبوا ادعاء الشيرازي.

## حياته

### نسبه
هو: كاظم بن القاسم بن أحمد بن حبيب بن مصطفى بن مرتضى بن علي شرف الدين بن طعمة بن إبراهيم بن أبي القاسم محمد بن محمد ركن الدين بن علي بن طالب الدلقني بن محمد بن عرب الأمير بن زيد الجويني بن المظفر بن أحمد زين الدين بن علي بن أحمد بن أبي سهل علي بن أبي القاسم علي بن محمد بن يحيى بن أبي الحسين محمد بن أحمد بن محمد الأكبر بن عبد الله الزاهد بن الحسن المكفوف بن الحسن الأفطس بن علي الأصغر بن علي زين العابدين بن الحسين السبط  بن علي بن أبي طالب الهاشمي القرشي.

### الولادة والنشأة
ينتسب أجداد الرشتي إلى المدينة المنورة، حيث كان أجداده من رؤسائها وزعمائها وسادتها، وقد رحل عنها جده أحمد بعد وفاة أبيه حبيب إلى مدينة رشت في شمال إيران؛ لظهور مرض الطاعون، وتزوّج منها، فعُرِف بالرشتي، ووُلِدَ لَه ولد أسماه قاسم، حتى بلغ وتأهل ورزقه الله ولداً عام 1212 هـ أسماه كاظم.
رُوِيَ عنه أَنَّهُ رأى فاطمة بنت محمد في المنام ويعتبر رؤية شخصيات دينية رفيعة حدثاً ورمزاً بالغ الأهمية في معظم المعتقدات الدينية وكانت فاطمة بنت محمد وحسب الرواية تدل الرشتي على الشيخ أحمد بن زين الدين الأحسائي ثم تكررت هذه الرؤيا إلى أن عينت له فاطمة مكان أحمد الأحسائي وأنه في مدينة يزد فَتَوَجَّه كاظم الرشتي إلى ذلك الموضع.
وقد لازم كاظم الرشتي أستاذه الأحسائي طوال أيام حياته في حله وترحاله، ولم يفارقه أبداً إلا في سفر الأحسائي من كربلاء متوجهاً إلى مكة المكرمة, فقد خلفه في كربلاء حتى يقوم مقامه في إعطاء الدروس وإجابة المسائل وأسباب أخرى، وأما في سائر الأوقات فقد كان ملازماً له.

### دراسته وإجازاته
أجاز كاظم الرشتي الكثير من رجال الدين الذين درس عندهم، ومن أبرزهم:
- أستاذه أحمد بن زين الدين الأحسائي.
- السيد عبد الله آل شبر.
- الشيخ موسى بن جعفر آل كاشف الغطاء.
- الآغا محمد شريف الكرماني.

## وفاته
في عام 1258 هـ، أغارت الجيوش العثمانية على كربلاء، فقصد كاظم الرشتي زيارة الكاظمية وسامراء في عام 1259 هـ وقد طلب من بعض مقربيه أن يصاحبوه في هذا السفر.
قال حسن الطبيب وهو أحد تلاميذ كاظم الرشتي: ”استدعاني السيد المرحوم وقال لي: هل تزور معي هذه الزيارة؟ فقلت: لا يمكنني لأن عندي مرضى وأنا مشغول بمعالجتهم، فقال لي: أعطهم دستوراً في المعالجة واصحبني في هذا السفر فيحتمل أنه آخر سفري، فقلت له: سيدي روحي لك الفداء أنت بفضل الله صحيح سالم ستسافر إن شاء الله وترجع صحيحاً سالماً كعادتك، فقال لي: أيها الميرزا إني أعلم ما لا تعلم فاحفظ هذا عندك ولا تخبر به أحد“.
بعدها سافر الرشتي إلى الكاظمية وسامراء، ويقول الشيخية أن الرشتي لما رجع استدعاه نجيب باشا والي بغداد وهو الذي أغار على كربلاء وأحدث تلك الواقعة فلما أتى إليه الرشتي أكرمه وعظَّمه ظاهراً إلا أنه سقاه السم في القهوة، فلما قام الرشتي من عنده إلى منزله تقيأ كبده وغشي عليه فنُقِلَ إلى كربلاء وبعد ليلتين أو ثلاث ليالٍ توفي وذلك في يوم 9 ذو الحجة عام 1259 هـ دفن في الروضة الحسينية في الرواق المتصل بقبور الشهداء.

## البابية والبهائية
| لا يوجد أحد يعرف مقصدي ما عدا السيد كاظم الرشتي، فاطلبوا علومي منه، وقد تلقاها مني مباشرة، وهي التي تلقيتها من الأئمة الذين تلقوها من رسول الله. |
| —أحمد بن زين الدين الأحسائي في توصيته لكاظم الرشتي.                                                                                              |

كانت إحدى الأفكار التي تُمَيِّز المدرسة الشيخية هي اعتقادها بقرب ظهور المهدي. كان قائد المدرسة ومؤسسها أحمد بن زين الدين الأحسائي يدعو إلى انتظار المهدي ويبشر بقرب ظهوره بمناسبة انقضاء ألف سنة على غيبته، وقام بجولة على أتباعه في إيران فكان يقول لهم في كل قرية يمر بها: أنِّ المهدي على وشك الظهور. وعندما قربت وفاته أوصى بأن يتسلم الرشتي قيادة المدرسة الشيخية بعده.
واصل الرشتي ما أوصاه به أستاذه من التبشير بقرب ظهور المهدي، وقبل شهور من حلول الموعد الذي توقعه الأحسائي لظهور المهدي وهو عام 1260 هـ (كان يصادف بداية عام 1844 م)مَرِضَ الرشتي المرض الذي مات فيه فرفض الوصية إلى أحد بقيادة المدرسة الشيخية من بعده، واعتذر لذلك بقرب ظهور المهدي.
وهذا ما مهد الطريق أمام نشوء الحركة البابية، حيث قام أحد تلامذته وهو علي بن محمد رضا الشيرازي بإظهار هذه الدعوة وأنه هو الباب، والدعوة البابية هي التي مهدت لظهور الديانة البهائية. وقد انقسمت قيادات المدرسة الشيخية بين مؤيدٍ للبابية كملا حسين بشروئي، وبين معارض لها. فقد حارب حسن كوهر الحائري ومحمد باقر الإسكوئي البابية بشدة.

## مؤلفاته
ترك كاظم الرشتي عدداً كبيراً من المؤلفات بلغ أكثر من مائة وخمسين مجلداً، وقد بقيت أغلب هذه الكتب بلا نشر ولا طباعة لفترة طويلة، وتقوم الآن لجنة الطباعة والنشر والتوزيع في جامع الإمام الصادق في الكويت بمحاولة لطباعة أكثرها.
| - تفسير آية الكرسي. - شرح الخطبة التطنجية. هو شرح على الخطبة التطنجية المنسوبة لعلي بن أبي طالب، والتي وردت في نهج البلاغة، ويُعد هذا الشرح من أبرز آثار الرشتي التي اشتهر بها. - مجموعة الرسائل وقد حوت رسائل كثيرة تحتوى على مطالب ومباحث متعددة من التفسير والأصول والفقه والأخلاق. - إكسير العبادات وأسرار الشهادات. الاسم المشهور والشائع للكتاب هو أسرار الشهادة يحكي هذا الكتاب عن بعض مجريات معركة كربلاء. - دليل المتحيرين. ذكر هذا الكتاب آغا بزرگ الطهراني في الذريعة وأتبعه بهذا الوصف: ”أجوبة لمسائل سئلها بعض الشيخية عن رئيسهم السيد كاظم ابن قاسم الرشتي المتوفى (1259) عن بعض معتقداتهم، فأجاب السيد عنها، وضم إليها أحوالات الشيخ أحمد الأحسائي المتوفى (1241) مؤسس هذه الفرقة وإجازاته وفهرس مصنفاته وغير ذلك“. - رسالة في الطهارة والصلاة والصوم. - شرح دعاء السمات. | - شرح القصيدة البائية من شذور الذهب. - شرح قصيدة عبد الباقي العمري اللامية. - رسالة في السلوك. ذكر هذه الرسالة آغا بزرگ الطهراني بهذا الاسم، وقال: ”رأيتها في مكتبة (الخوانساري) وتأتي بعنوان السير والسلوك“، أما إسماعيل باشا البغدادي في هدية العارفين فقد أدرج الرسالة باسم كتاب الأخلاق والسلوك. - رسالة الطبيب البهبهاني. - شرح حديث عمران الصابي. - الحجة البالغة. ذكره الطهراني في ذريعته قائلاً: ”الحجة البالغة في رد اليهود والنصارى وسائر الملل الباطلة، للسيد كاظم ابن السيد قاسم الرشتي الحائري المتوفى بها في (1259) أوله [حمد بي حد وثناى بي عد] كتبه للسيد محمد ابن الحسن الحسيني رأيته بطهران عند الحاج صدر التفريشي وفي النجف عند السيد هادي الإشكوري“. - رسالة عبد الله بيك. - أسرار العبادات. أورده الطهراني بعنوان أسرار العبادة. |

## الهوامش
- 1 - الشيخية هي مدرسة فكرية شيعية إثني عشرية، أوجدها أحمد بن زين الدين الأحسائي حين أظهر آراؤه الخاصّة في الحكمة وردّ الفلسفة، وليست الشيخية مذهباً أو طائفة مستقلة عن التشيع.
- 2 - يعتقد الشيعة الإثني عشرية بولادة المهدي، وأنه لا يزال حياً، وسيظهر ليصلح الأرض. وقد ظهر علي بن محمد رضا الشيرازي الذي إدعى المهدوية وأنه ”الباب لمن يظهره الله“.